# شان فاریس
 شان فاریس (انگلیسی: Sean Faris؛ زادهٔ ۲۵ مارس ۱۹۸۲) یک هنرپیشه اهل ایالات متحده آمریکا است. وی از سال ۲۰۰۱ میلادی تاکنون مشغول فعالیت بوده‌است.
از فیلم‌ها یا برنامه‌های تلویزیونی که وی در آن نقش داشته است می‌توان به سلطان مبارزان، دور از خانه، گروگان و انباری اشاره کرد.